# Grazer Mittags-Zeitung
Die Grazer Mittags-Zeitung war eine bürgerlich geprägte, österreichische Tageszeitung, die zwischen 1914 und 1921 in Graz erschien.
Die Zeitung entstand mit Ausbruch des Ersten Weltkriegs, um die Bevölkerung über aktuelle Nachrichten und Ereignisse zu informieren. Im Jahr 1921 musste sie eingestellt werden, da nach einer Papierpreiserhöhung die Herstellungskosten zu hoch gewesen wären.